# 门卡霍尔
门卡霍尔(Menkauhor Kaiu)是古埃及第五王朝的法老。他的詳細血緣不詳，可能是前任法老紐塞拉的兒子或兄弟，在位的八年期間繼續和比布魯斯保持外交關係和進行貿易。他是最後一位在任內興建太陽神廟的法老王。其金字塔于塞加拉发现。